# Libert Ramaekers
Lambert Marie Gerard (Libert) Ramaekers (Maastricht, 1 februari 1925 – aldaar, 11 december 1993) was een Nederlands beeldhouwer, schilder en tekenaar.

## Leven en werk
Ramaekers was een zoon van Theodorus Josephus Hubertus Ramaekers en Maria Catharina van Thor. Hij werd opgeleid aan de Middelbare Kunstnijverheidsschool in Maastricht. Hij studeerde verder aan de in 1948 opgerichte Jan van Eyck Academie, als leerling van onder anderen Jos ten Horn en Thé Lau. Ramaekers, Max Verboeket en Harrie Kranen waren in 1952 de eersten die afstudeerden aan de Academie. In 1962 gaf hij samen met Mathieu Vroemen het boekje Een nieuwe vorm... uit, waarin zij hun werk presenteerden.
Ramaekers maakte mozaïeken, (gevel)reliëfs, wandschilderingen en schilderde en tekende landschappen, stillevens en (religieuze) figuurvoorstellingen. Naast kunstenaar was hij kleuradviseur bij Sikkens. Hij werkte onder meer in opdracht van scholen en kerken. Voor de achterwand in het priesterkoor van de Bernadettekerk in Baandert werkte hij met metaal en plexiglas. De abstracte wand werd door Charles Eyck, voortrekker van de Limburgse School, bestempeld als decadent.
Hij was lid van de Beroepsvereniging van Beeldende Kunstenaars, Scheppend Ambacht en de kunstenaarsgroep Arthishock en bestuurslid van Culturele Raad Limburg.
Ramaekers overleed in 1993, op 68-jarige leeftijd.

## Werken (selectie)
- ca. 1951 keramische reliëfwand in het trappenhuis van de brandweerkazerne aan de Capucijnenstraat in Maastricht.
- 1953 kruiswegstaties voor de Kruisherenkerk (Maastricht)
- 1954 wandschildering voor de kapel van de O.L. Vrouw, Moeder van Barmhartigheid in 't Rooth
- 1956/1957 muurplastiek voor de entreehal van het St. Michel-Lyceum in Geleen
- 1963 keramisch gevelreliëf Onder bescherming spelende kinderen voor kleuterschool Jacinta in Roosendaal
- 1965 gevelmozaïek van de intocht van Jezus in Jeruzalem, voor de Christus Koningkerk (Heerlen)
- 1968 inrichting priesterkoor, met altaar en koorafscheiding, van de Bernadettekerk in Baandert, Sittard

- RKD-Nederlands Instituut voor Kunstgeschiedenis: 65510